# Pseudopsallus anograe
Pseudopsallus anograe är en insektsart som beskrevs av Knight 1930. Pseudopsallus anograe ingår i släktet Pseudopsallus och familjen ängsskinnbaggar. Inga underarter finns listade i Catalogue of Life.